# Cygwin
Cygwin (výslovnost [ˈsɪɡwɪn]IPA) je kolekce svobodných programů, napodobujících pod MS Windows chování unixových systémů. Nástroje byly původně vyvinuty společností Cygnus Solutions, jejich hlavním cílem je umožnit portování programů napsaných pro POSIXové operační systémy (což jsou kromě Unixů i systémy rodiny BSD a Linux) na Windows s minimem úprav. Cygwin nyní spravují zaměstnanci firem Red Hat, TimeSys a dalších.
Cygwin se skládá z knihovny implementující POSIXová systémová volání pomocí systémových volání Win32/Win64, GNU nástrojů pro překlad (GCC, GDB, binutils, aj.) a programů ekvivalentních obvyklým unixovým aplikacích. Na Cygwin byla již portována většina svobodně šiřitelných programů, včetně X Window System, KDE, GNOME, Apache a TeXu. Démony (např. inetd, sshd, Apache) lze instalovat a spouštět jako standardní služby systému Windows, který pak může fungovat jako téměř plnohodnotný unixový nebo linuxový server.
Všechny programy se instalují pomocí instalátoru Cygwin, který automaticky stahuje potřebné balíky z Internetu a dovoluje i jejich aktualizaci nebo odebírání. Mezi prostředím systému Windows a vnitřním „Unixem“ jsou vzájemně mapovány uživatelské účty a souborové systémy (včetně ACL, symlinků a přístupu do registru Windows přes adresář v procfs).
Cygwin ve své DLL knihovně emulující POSIXovou vrstvu používá nedokumentované funkce Windows. Tím vzniká obava ze stability tohoto systému, a také je důvodem značného odmítání Cygwinu mnoha vývojáři.